# 올림픽 브레이킹
올림픽 브레이킹은 올림픽에서 브레이킹으로 경기를 겨루는 올림픽 경기 종목이다. 2024년 하계 올림픽에서는 브레이킹('비보잉', '비걸링', '브레이크댄스'로도 표기) 스포츠가 하계 올림픽 프로그램에 처음으로 도입된다. 16명의 '비보이'와 '비걸'이 경쟁하며 남녀 각 1개의 메달 경기가 열린다. 브레이킹은 이전에 2018년 하계 청소년 올림픽에 등장했다. 토마스 바흐 IOC 위원장은 올림픽에 젊은 층의 관심을 끌기 위한 노력의 일환으로 브레이크댄스를 추가했다고 밝혔다. 국제 조직기구는 세계 댄스스포츠 연맹(World DanceSport Federation)이다.